# Слободан Лалић Бодо
Слободан Лалић Бодо (Ријечица код Рељева) јесте босанскохерцеговачки и југословенски певач новокомпонованих народних песама и севдалинки.

## Биографија
Када је 1970. године почео да се бави музиком, остварио је брз успех. Петнаест година је био у самој шпици популарности и одржи се у музичком врху поред легенди какви су били: Сафет Исовић, Нада Мамула, Заим Имамовић, Тома Здравковић, Бора Спужић Квака, Неџад Салковић...
Песме попут: Пјевај данас само за нас, Сјај мјесече, Док живим вољећу, Опанчићи плетени и многе друге, ушле су у антологије народне песме. 
Сарађивао је са многим успешним композиторима, али своје највеће успехе постизао је песмама Јовице Петковића, Радослава Граића, Дамјана Бабића, Миодрага Тодоровића Крњевца и Мијата Божовића. 
Освајао је бројне награде на свим релевантним фестивалима народне музике. 
Преко стотину севдалинки снимио је за архив државне РТВ.

## Фестивали
- 1971. Илиџа - Пјевај данас само за нас
- 1972. Илиџа - Башчаршија срцу најмилија
- 1973. Илиџа - Сјај мјесече, прва награда фестивала и победничка песма
- 1974. Илиџа - Нека живи љубав наша, прва награда фестивала и победничка песма
- 1974. Фестивал ВЕН - Опанчићи плетени, прва награда фестивала
- 1975. Илиџа - Мјесечино моја ноћи блага, друга награда фестивала
- 1975. Југословенски фестивал Париз - Жене, жене, трећа награда фестивала / Колико те волим, прва награда стручног жирија
- 1977. Илиџа - Не причај приче
- 2008. Илиџа - Башчаршија срцу најмилија / Сјај мјесече (Вече легенди фестивала)
- 2009. Фестивал завичајне народне музике, Велика Кладуша - Босно моја племенита
- 2012. Фестивал завичајне народне музике, Велика Кладуша - Ој мјесече сјајни
- 2013. Фестивал завичајне народне музике, Велика Кладуша - Еј старости стани, стани